# Coachella
 (транскр.  Коачела; званично Coachella Valley Music and Arts Festival, а познат као Coachella Festival) је годишњи музички и уметнички фестивал који се одржава у поло-клубу Емпајер у Индију, у пустињи Колорадо. Основан је 1999. године, а покренули су га Пол Толет и Рик ван Сантен. Учествују музички извођачи из многих жанрова музике, укључујући рок, поп, инди, хип-хоп и ЕДМ, као и уметничке инсталације и скулптуре.
Публици представља популарне и етаблиране музичке извођаче, као и новајлије и поново окупљене групе. Један је од највећих, најпознатијих и најпрофитабилнијих музичких фестивала у САД и свету. Свако издање фестивала изведено од 2013. до 2015. поставило је нове рекорде по броју посетилаца и заради. Фестивалу 2017. присуствовало је 250.000 људи и зарадио је 114,6 милиона долара.